# Antonio Montanari
Antonio M. Montanari (Mòdena, 29 de novembre de 1676 - Roma, 2 d'abril de 1737) va ser un violinista i compositor italià del període Barroc. Després de la mort d'Arcangelo Corelli l'any 1713, va ser considerat pels cercles musicals de Roma com el seu successor, tot i que no va arribar a tenir la mateixa reputació ni influència.

## Vida
Antonio M. Montanari va néixer a Mòdena el 29 de novembre de 1676. No hi ha informació de la seva infància. Es podria haver traslladat a Roma de ben jove, però també podria haver crescut a Bolonya i viatjar a Roma ja d'adult. Es té constància que va treballar en diferents orquestres i conjunts instrumentals de forma simultània, normalment sota el mecenatge d'alguna família de la noblesa de la ciutat. Principalment, va treballar pels cardenals Benedetto Pamphilj i Pietro Ottoboni, i va formar part de l'Accademia Nazionale di Santa Cecilia i l'Accademia di San Luca. Després de la mort d'Arcangelo Corelli, fins llavors el violinista i compositor més important i més ben considerat de Roma i Itàlia, Montanari va ser considerat pels cercles musicals de Roma com el seu successor. No obstant, no queda clar si Montanari va ser alumne de Corelli o si només van coincidir professionalment.
La font directa més important d'informació biogràfica d'Antonio Maria Montanari és un paràgraf commemoratiu de set línies escrites al peu d'una caricatura del compositor feta pel famós artista Pier Leone Ghezzi:
"S.r Antonio Montanari virtuossisimo sonator di violino, e poi era accompagniata la virtù con un costume da angelo il quale morì alli due di aprile 1737. alle ore 23. e la sua morte è stata compianta da tutta Roma, et io cav. Ghezzi me ne sono lassata la presente memoria il giorno doppo la sua morte, il quale morì in 3 giorni di pontura in età di anni 62 e fu esposto nella chiesa di S. Apostoli dove gli fù cantata messa solenne da tutti i professori di musica tanto cantanti, che sonatori, con 12 faccolotti, ove in detta chiesa riposerà sino al giuditio. Amen. Il med.o nacque alli 29 di novembre del 1676 alle ore 5.”
L'any 1690 va ser admès a l'Accademia Nazionale di Santa Cecilia (llavors anomenada Congregatione dei Musici di Santa Cecilia) amb només 14 anys, tot i que aquesta informació no està del tot contrastada. A més a més, l'evidència que va tenir contactes amb importants músics de l'Accademia Filarmonica di Bologna i la Basílica de San Petronio a la ciutat de Bolonya a partir de l'any 1690, fa dubtar de la ciutat on va créixer i formar-se com a músic. No obstant, sí que és segura la seva admissió a la secció d'instrumentistes de la Congregatione dei Musici di Santa Cecilia el 25 de setembre de 1702.
Entre els anys 1693 i 1703 va tocar pel cardenal Ottoboni en diverses festivitats religioses fins que finalment, entre els anys 1709 i 1815, el cardenal el va contractar en qualitat de “lacai” (en el context de l'època, aquest terme no es refereix a l'ofici de lacai pròpiament dit, sinó al rang com a treballador d'una cort, cosa que encaixa perfectament amb el perfil de músic).
El seu mecenes més important va ser el cardenal Benedetto Pamphilj. Va començar a tocar per ell l'any 1695 en actuacions espontànies fins que l'any 1705 va passar a formar part del servei del cardenal, per la qual cosa cobrava un sou mensual (agrupat en pagaments cada dos mesos). En aquest període va tocar molt sovint amb dos companys seus: el violinista Andrea “Veneziano” i el violoncelista Giuseppe Maria Peroni (o Perroni). A més a més de tocar per Pamphilj, també eren contractats com a conjunt per altres famílies de la noblesa de Roma. A partir de l'any 1708 no es té constància que Montanari cobrés un salari mensual, cosa que fa pensar que va deixar la cort de Pamphilj, però va seguir tocant per ell fins a l'any 1734, any en què es té constància de l'últim concert que va cobrar del cardenal.
A banda de treballar per Ottoboni i Pamphilj, Montanari també va formar part d'orquestres i formacions musicals formades de manera puntual. Un clar exemple n'és l'orquestra que va reclutar Corelli per a l'estrena, l'any 1707, de l'oratori “La Resurrezione” de G. F. Händel. També col·laborava freqüentment en orquestres creades per l'Accademia di San Luca entre els anys 1702 i 1711, primer sota el lideratge de Corelli, després sota el de Fornari i finalment sent-ne ell el líder.
Malgrat la seva bona fama com a intèrpret i compositor, Montanari era un home discret i no va voler fer publicitat de la seva obra. No va fer cap mena d'esforç per publicar o fer circular la música que componia i estava més interessat en la seva carrera com a intèrpret.
El primer i més fervent admirador de Montanari va ser Giuseppe Valentini, qui va deixar testimoni de la seva bona consideració cap a Montanari almenys en tres ocasions en forma de dedicatòria. La primera es troba en una de les sonates a tres de l'opus 5 titulada “La Montanari” (1707). L'any 1708, va dedicar-li un madrigal que està inclòs en la seva col·lecció “Rime”:
Al signore Antonio Montanari eccellente sonatore di violino Madrigale
Quella, Antonio, sì vaga

voce che doni al concavo tuo legno

rapisce ogn'alma ed ogni core impiaga,

e con l'industre ingegno,

nuovo Achille sonoro

con l'istessa armonia sani ogni piaga;

onde quando t’ascolto,

non so s'io peni in paradiso accolto,

so ben con mio ristoro

da quelle corde d'oro

tanta dolcezza la tua man disserra,

che per te gode il cielo anco la terra.

La tercera es troba en una sonata per a violí sol en La major composta l'any 1714, la qual Valentini també va titular “La Montanari”. Aquesta en concret va ser copiada per Johann Georg Pisendel durant el seu viatge a Itàlia, en el qual va conèixer a Montanari i, probablement, va ser alumne seu. Al manuscrit de Pisendel s'hi pot llegir:
“La Montanari | Sonata per Camera a | Violino Solo | dedicata al merito impareggiabile del | Sig:re Antonio Montanari | Insigne Sonator di Violino, | Da un suo divoto Servo ammiratore | della sua Virtù”.
Johann Joachim Quantz, flautista i comositor alemany, no el té en tan bona consideració com Valentini o Pisendel. Tot i que sí que el valora com a intèrpet, no considera de tanta qualitat les seves composicions.
Antonio Montanari va morir a Roma l'any 1737 per causes que no estan del tot clares.

## Obra
De la música de Montanari se’n conserven bàsicament dos gèneres: concerts i sonates. Les seves partitures originals es troben repartides entre diversos arxius europeus.
Dels concerts, n'han arribat a les nostres mans un total de tretze. El seu nucli més important el formen una col·lecció de vuit concerts publicats per l'editor francès establert a Holanda Michel-Charles Le Cène l'any 1731. Aquests van ser recopilats pel mateix Le Cène, alguns dels quals ja feia anys que Montanari els havia compost i que estaven en circulació. A la col·lecció Engelhart que hi ha a la biblioteca de la Universitat de Lund (Suècia) hi trobem un concert per a violí en si bemoll major. A la biblioteca de la Universitat de Rostock (Alemanya) hi trobem un concert també en si bemoll major per a flauta dolça soprano, dos violins i baix continu. Aquest últim apareix sota l'autoria de Händel i va ser publicat en ocasions posteriors sota el seu nom, però a l'íncipit dels catàlegs de Breitkopf hi apareix el nom d'Antonio Montanari. A més a més, cal tenir en compte que l'estil en què està escrit casa amb el d'aquest compositor i que a Roma, en aquella època, es feia molt ús de la flauta dolça, incloent-hi també el flautino. Per tant, tenim gairebé la certesa que aquest concert és, en realitat, de Montanari.
Montanari va escriure una Sonata a tre que es conserva a la Henry Watson Music Library, a Manchester (Anglaterra). Però no es tracta d'una sonata sinó més aviat d'un concert primerenc, sobretot per la presència d'una part separada de violino ripieno que reforça la part de primer violí en els tutti i la part de segon violí en les seccions de solo. El fet de doblar la part de violí segon mostra la intenció de doblar totes les parts, condició necessària per al gènere de concert. En aquesta obra s'hi nota encara la immaduresa de Montanari, però hi apareixen certes característiques que el defineixen: predilecció pels passatges aguts, per les seqüències i per un baix continu escàs o gairebé inexistent.
A banda dels concerts que es conserven, es té constància d'altres que va escriure gràcies a l'inventari que es va fer després de la mort de Le Cène. És si més no sorprenent que no hi hagi constància de col·leccions italianes, probablement perquè els col·leccionistes italians, a diferència dels d'altres indrets d'Europa, no estaven interessats en aquest tipus de música, la qual descartaven per deixar espai per a música més innovadora.
De les sonates que va escriure Montanari se’n conserven set, de les quals una resta incompleta. La més antiga porta per títol “Buffagnotti” i es tracta d'una sonata a duet en re major. A Dresden (Alemanya) s'hi conserven tres sonates per a violí, que van ser copiades per Pisendel. Una altra solo sonata es conserva a Berlín dins d'un recull de sonates de diversos compositors titulat Recueil des plus belles sonates à basse de viole avec accompagnement ou à deux basses sans violin par les meilleurs auteurs françois et italiens, tome 1er. Per la tessitura de la part de solo, molt probablement Montanari va escriure aquesta sonata per a violí, deixant a entendre en aquest recull que el violista havia de transposar-lo una octava descendent per adapatar el solo a la tessitura de l'instrument. També es té constància de dues sonates a tres: una en la tonalitat de do menor per a dos oboès i baix continu, i una altra d'incompleta per a dos instruments aguts i baix continu, de la qual es conserven els tres primers moviments i un quart inacabat.
Finalment, cal parar esment a l'existència de Francesco Montanaro. Hi ha un recull de sis sonates conservades actualment a Viena i publicades per Le Cène a Amsterdam que són les úniques atribuïdes clarament a Francesco Montanaro. No se sap del cert si es tracta del mateix Antonio Montanari o si va existir un altre músic anomenat així. Com que de vegades en manuscrits de l'època el nom d'Antonio Montanari apareix com Antonio M. Montanari, és molt probable que en realitat es digués Antonio Maria Montanari i, per tant, la possibilitat que Francesco fos el seu segon nom queda descartada. D'altra banda, podria ser un error de transcripció, tot i que els noms Antonio i Francesco no són similars. Per tant, queda oberta la possibilitat que, efectivament, Francesco Montanaro fos un altre compositor diferent d'Antonio Montanari, i tant hi ha investigadors partidaris d'una opció com de l'altra.

## Llista d'obres més destacades
- 1 sonata a la col·lecció Sonate a violino e violoncello di vari autori (Bolonya, 1695).
- 8 concerts publicats per Le Cène amb número de registre 560 (Amsterdam, 1731).
- 1 concert en si bemoll major per a violí conservat a la Universitat de Lund.
- 1 concert en si bemoll major per a flauta dolça soprano, dos violins i baix continu conservat a la Universitat de Rostock
- 1 Sonata a tre conservada a Manchester
- 1 sonata a duet en re major “La Buffagnotti”
- 3 sonates per a violí conservades a Dresden
- 1 solo sonata conservada a Berlin dins del Recueil des plus belles sonates à basse de viole avec accompagnement ou à deux basses sans violin par les meilleurs auteurs françois et italiens, tome 1er
- 1 sonata a tres en do major per a dos obès i baix continu
- 1 sonata incompleta per a dos instruments aguts i baix continu

Publicades sota el nom de Francesco Montanaro:
- Sei suonate a violino solo e violoncelo o basso continuo op.1 publicades per Le Cène amb número de registre 523 (Amsterdam, c. 1725)

## Selecció discogràfica
- Montanari - Violin concertos, Johannes Pramsohler, Ensemble Diderot (Audax Records ADX13704)
- Corelli's Legacy, European Union Baroque Orchestra, Riccardo Minasi (K&K Verlagsanstalt)
- Per Monsieur Pisendel, La Serenissima, Adrian Chandler (AVIE)